# 雁森岳
雁森岳（がんもりだけ）は、青森県西津軽郡西目屋村と秋田県山本郡藤里町との境にある山である。標高は986.7m。岩木川はこの雁森岳から源を発している。雁森岳は白神山地世界遺産地域のコアゾーンになっており、基本的に入山はできない。

## 歴史
雁森岳は青森県側では「トッチャカの森」あるいは「トッチャカ岳」と呼ばれていた。これは突き出た坂のある山という意味で、雁森岳の山頂部は青森県側も秋田県側も切り立った崖になっている。稜線は1メートル程度の幅しかないうえに、岩肌も露出している。1753年の「津軽領内山沢図」には「トツカラ嶽」と記されている。国土地理院はこの山に置いた三角点に「突坂」と刻んでいる。ところが、1969年（昭和44年）の五万分の一の地図にはこの山は「雁森岳（泊岳）」と記されていた。「泊岳」というのは、二ッ森の青森県側呼称であり、何らかの混乱があったと思われる。1974年（昭和49年）以降の地図にはこの山の呼称は削除され、標高のみが記載されている。なお、1929年（昭和4年）の『日本地理風俗大系』には、岩木川の源流は「泊嶽連山」と書かれている。泊岳（二ッ森）からは岩木川はながれていないので、この認識が誤認の原因なのかも知れない。1974年以降の国土地理院の地形図からは地名は削除されている。
五所川原市出身で郷土史家の長尾角左衛門は、三好村村長、五所川原市会議員、同議長など務め、岩木川の治水に尽力した。長尾は昭和40年に『岩木川物語』を著し「岩木川の水源の地図の間違いを主張し訂正」させた。長尾は『岩木山物語』で、「岩木川は泊り岳（二ツ森）に源を発し」や「泊り岳は目屋川の起こるところ」と、明治時代の『日本地誌略』、『陸奥地誌略』、『大日本地名辞書』の記述を論拠に記述し
雁森岳が岩木川の源流であることを否定している。しかし『大日本地名辞書』では「泊嶽は目屋川の起こる所で、青森県中津軽郡、西津軽郡、秋田県山本郡の三郡はここをもって境となす」としているが、現実にはその山は無名峰である。またその他にも、藤里駒ケ岳や尾太岳も現実とかなり違う場所に記録されており誤りが多い。長尾の誤りは点の記からも確認することができる。そこでは、秋田県側呼称の「雁森岳」は青森県側呼称の「突坂」と記されており、「二ッ森」は同様に「泊岳」、「真瀬岳」も「袴腰」とされている。これらのことは根深誠によって初めて指摘された。
雁森岳を泊岳とする誤認以外にも、雁森岳とトッチャカの森の位置がずれて記されているなどの混乱も見られる。
雁森岳の山頂に近いカチミズ沢の大滝周辺は、マタギに「津軽の箱」と呼ばれている。切り立った崖に囲まれて、箱の中に閉じこめられているような感覚を呼び起こされる。

## 伝承
江戸時代の津軽藩士である平尾魯仙は『谷の響』で、雁森岳の伝承を記述している。
今の雁森岳は崖に挟まれていて、平坦ではなく大滝又沢の上流にはない。大滝又沢の上流にある山は小岳であり、山頂部は比較的平坦になっており、現在は山頂付近に小さな祠が置かれている。